# Heptathela mangshan
Heptathela mangshan is een spinnensoort uit de familie Liphistiidae. De soort komt voor in China.